# Texas Is the Reason
Texas Is the Reason — американская рок-группа, образованная в 1994 году в Нью-Йорке. Коллектив набрал популярность благодаря росту интереса MTV к панк-року. Группу относят к волне последователей Sunny Day Real Estate, принёсших популярность эмо в 1990-х годах. Просуществовав короткое время, группа распалась в 1997 году. Короткие воссоединения были в 2006, 2012, 2013 и 2016 годах.

## История
Texas Is the Reason' – американская пост-хардкорная группа, основанная в 1994-м бывшим гитаристом 'Shelter' Нормом Аренасом (Norm Arenas) и бывшим же барабанщиком '108' Крисом Дейли (Chris Daly). Уже в 1997-м группа распалась; это, впрочем, ничуть не мешает музыкантам и по сей день считаться одними из основоположников эмо-движения.
Основать новую группу Аренас, бывший участник хардкорной команды 'Shelter' и его старый друг, барабанщик Крис Дейли, решили, когда им наскучила музыка их старых групп. 'Мачизм' и религиозные мотивы, присутствовавшие в то время в композициях '108' и 'Shelter' уже не удовлетворяли Дейли и Аренаса; им хотелось чего-то совершенно иного. Через некоторое время к ним примкнул басист 'Fountainhead' Скотт Вайнгард (Scott Winegard); в дальнейшем троица наняла и участника 'Buffalo's Copper' Гарретта Клана (Garrett Klahn).
Название свое музыканты позаимствовали из песни 'Bullet' группы 'Misfits'; кроется в нем и своеобразная отсылка к одной из популярных 'теорий заговора', раскрывающей тайну убийства Джона Кеннеди (John F. Kennedy). Некоторые склонны считать, что убийство президента организовали техасские демократы, желавшие отдать власть в Белом Доме в руки Линдона Б. Джонсона (Lyndon B. Johnson) – отсюда и реплика 'Причина – Техас' ('Texas is the Reason').
Выпустив три песни, 'Texas is the Reason' стали настоящим прорывом в андерграудной среде; собственно, именно они и возвестили начало новой эпохи – эпохи эмо. Чуть позже свет увидел сингл, записанный совместно с 'The Promise Ring' под эгидой 'Jade Tree Records'. Еще через год вышел второй сингл – на сей раз с группой 'Samuel' и под руководством британского звукозаписывающего лейбла 'Simba'.
Лишь после этого 'Texas is the Reason' выпустили свой первый и единственный самостоятельный  – 'Do You Know Who You Are?'. Вновь название им помогла выбрать история о смерти весьма и весьма знаменитого человека – на сей раз, Джона Леннона (John Lennon) – по слухам, именно фраза 'Вы знаете, кто вы?' ('Do You Know Who You Are?') стала последними словами, которые услышал великий музыкант. Выпустить диск группе помогли Джей Роббинс из 'Jawbox' и 'Revelation Records'. Расходился он на редкость хорошо – 'Texas is the Reason' стали считать одним из наиболее перспективных молодых коллективов в современном музыкальном мире – и в современном панк-движении. Кстати, ряд песен с альбома – в частности, 'The Magic Bullet Theory' и 'Back and to the Left' – продолжали развивать тему убийства Джона Кеннеди.
В 1997-м, перед самым подписанием контракта с 'Capitol Records' группа отправилась в концертный тур по Европе; к сожалению, именно в этот момент давно назревавший внутригрупповой конфликт достиг своего апогея. В ночь перед последним выступлением – в немецком городке Билефельде (Bielefeld) – музыканты пришли к соглашению: если это шоу удастся, им придет пора разойтись.
Аренас, Клан и Дейли разошлись по разным командам – так, Клан отправился в 'New Rising Suns', а Дейли – в инди-группу 'Jets'. Вайнгард собрал воедино все записи группы, параллельно начав играть в команде 'Americans'. Лишь сам Аренас не сумел примкнуть к какому-либо другому коллективу – на протяжении следующих лет он жил в Чикаго (Chicago), зарабатывая на жизнь в качестве диджея.
Через 9 лет группа решила воссоединиться, чтобы отметить 10-ю годовщину выхода 'Do You Know Who You Are'. Изначально предполагалось, что играть они будут в Нью-Йорке, в 'Irving Plaza', 25 ноября 2006-го; билеты, однако, разошлись довольно быстро, и музыканты решили выступить еще раз.

## Состав группы
- Гарретт Клан (англ. Garrett Klahn) — вокал, гитара
- Норман Брэннон (англ. Norman Brannon) — гитара
- Скотт Уайнгард (англ. Scott Winegard) — бас-гитара
- Крис Дели (англ. Chris Daly) — ударные

## Дискография

### Альбомы
- Do You Know Who You Are? (1996)
- Your Choice Live Series 037 (1999)[комм. 1]

### Мини-альбомы
- Texas Is the Reason (1995)
- Samuel / Texas Is The Reason (1995)[комм. 1]
- The Promise Ring / Texas Is The Reason (1996)[комм. 2]

## Комментарии
1. 1 2  Совместный релиз с Samuel.
2. ↑  Совместный релиз с The Promise Ring.